# Laurent Fignon
Laurent Fignon (12. srpna 1960 Paříž – 31. srpna 2010 Paříž) byl francouzský cyklista. Vyhrál 1983 a 1984 Tour de France a 1989 Giro d’Italia. V roce 1989 skončil na Tour de France druhý 8 sekund za Gregem LeMondem, což byl nejtěsnější odstup v historii Tour.
Dvakrát byl během své kariéry usvědčen z dopingu. Zemřel 2010 na rakovinu slinivky břišní.